# Antifungalni lek
Antifungalni lekovi se koriste za tretiranje gljivičnih bolesti kao što su аtletsko stopalo, ringvorm, kandidijaza, ozbiljnih sistemskih infekcija, kao što je kriptokokalni meningitis, i drugih. 

## Nuspojave
Pored oštećenja jetre ili poremećaja nivoa estrogena, mnogi antifungalni lekovi mogu da uzrokuju alergijske reakcije kod ljudi. Na primer, za azolnu grupu lekova je poznato da uzrokuje anafilaksu.
Postoji takođe mnoštvo farmakokinetičkih interakcija. Pacijenti trebaju da pročitaju detalje informacija o leku. Na primer, azolni antifungali, poput ketokonazola ili itrakonazola mogu da budu supstrati i inhibitori P-glikoproteina, koji (između ostalog) izlučuje toksine i lekove u creva. Azolni antifungali su takođe supstrati i inhibitori enzima CYP3A4 i citohrom P450 familije, te uzrokuju povišenje koncentracije blokatora kalcijumskih kanala, imunosupresanata, citostatika, benzodiazepina, tricikličnih antidepresiva, makrolida i SSRI lekova.

## Spoljašnje veze
- [http://www.fungalguide.ca/treatments/antifungal_drugs.html